# Zelurus
Zelurus is een geslacht van wantsen uit de familie van de Reduviidae (Roofwantsen). Het geslacht werd voor het eerst wetenschappelijk beschreven door Carl Wilhelm Hahn in 1826.

## Soorten
Het genus bevat de volgende soorten:

- Zelurus abalosi Lent & Wygodzinsky, 1951
- Zelurus albispinus (Erichson, 1848)
- Zelurus albospinosus (Fallou, 1889)
- Zelurus alcides (Stål, 1863)
- Zelurus amazonus (Stål, 1866)
- Zelurus angularis (Stål, 1859)
- Zelurus annuliger (Stål, 1859)
- Zelurus anthracinus Lent & Wygodzinsky, 1968
- Zelurus armaticollis (Blanchard in Gay, 1852)
- Zelurus arnaui (Costa Lima & Costa Leite, 1950)
- Zelurus audax (Breddin, 1901)
- Zelurus basalis (Walker, 1873)
- Zelurus beieri Lent & Wygodzinsky, 1951
- Zelurus bergi (Bergroth, 1905)
- Zelurus bergrothi Lent & Wygodzinsky, 1946
- Zelurus bicolor (Stål, 1859)
- Zelurus bipustulatus (Walker, 1873)
- Zelurus breddini Lent & Wygodzinsky, 1955
- Zelurus bruchi (Costa Lima, 1940)
- Zelurus brunneus (Mayr, 1865)
- Zelurus bucki Lent & Wygodzinsky, 1954
- Zelurus burmeisteri Lent & Wygodzinsky, 1955
- Zelurus camposi Lent & Wygodzinsky, 1955
- Zelurus championi Lent & Wygodzinsky, 1899
- Zelurus chaos Lent & Wygodzinsky, 1899
- Zelurus cicheroi Martínez, 1974
- Zelurus circumcinctus (Hahn, 1825)
- Zelurus coralinus (Costa Lima, 1940)
- Zelurus costalimai Lent & Wygodzinsky, 1946
- Zelurus coxalis (Stål, 1859)
- Zelurus decarloi Lent & Wygodzinsky, 1946
- Zelurus delpontei Lent & Wygodzinsky, 1940
- Zelurus diasi (Costa Lima, 1940)
- Zelurus eburneus (Lepeletier & Serville, 1825)
- Zelurus falsobscurus Lent & Wygodzinsky, 1951
- Zelurus femoralis (Stål, 1854)
- Zelurus festivus (Stål, 1859)
- Zelurus flavofasciatus Stål, 1859
- Zelurus fluminensis Lent & Wygodzinsky, 1946
- Zelurus formosus (Stål, 1872)
- Zelurus fosteri Lent & Wygodzinsky, 1947
- Zelurus fugax (Breddin, 1903)
- Zelurus fulvicrus (Stål, 1872)
- Zelurus fulvomaculatus (Berg, 1879)
- Zelurus gaigei Hussey, 1953
- Zelurus galvaoi Gil-Santana & Correia, 2022
- Zelurus genumaculatus (Costa Lima, 1940)
- Zelurus gerevatinga Grave Ferreira et al., 2016
- Zelurus hahni Lent & Wygodzinsky, 1946
- Zelurus imitator Lent & Wygodzinsky, 1955
- Zelurus itatiaiensis Lent & Wygodzinsky, 1946
- Zelurus juradoi (Costa Lima, 1940)
- Zelurus lanei Lent & Wygodzinsky, 1946
- Zelurus lenti (Martins, 1942)
- Zelurus lepeletierianus (Kirkaldy, 1825)
- Zelurus leucotelus (Walker, 1873)
- Zelurus lilloi Lent & Wygodzinsky, 1954
- Zelurus lineatus (Lepeletier & Serville, 1825)
- Zelurus lopesi (Costa Lima, 1940)
- Zelurus luctuosus (Costa Lima, 1940)
- Zelurus lugubris (Costa Lima, 1940)
- Zelurus luteispinus (Stål, 1859)
- Zelurus luteoguttatus (Stål, 1854)
- Zelurus luteosignatus (Costa Lima, 1940)
- Zelurus malaisei Lent & Wygodzinsky, 1951
- Zelurus martinsi (Costa Lima, 1940)
- Zelurus mazzai (Costa Lima, 1941)
- Zelurus melanochrus (Stål, 1872)
- Zelurus miltosoma (Blanchard, 1843)
- Zelurus miniaceus (Mayr, 1865)
- Zelurus mixtus Distant, 1873
- Zelurus montivagus Lent & Wygodzinsky, 1955
- Zelurus multicinctus Hussey, 1953
- Zelurus mundus (Stål, 1859)
- Zelurus mustelinus (Haviland, 1931)
- Zelurus neglectus Lent & Wygodzinsky, 1947
- Zelurus nigrolineatus (Costa Lima, 1940)
- Zelurus nigrospinosus (Stål, 1860)
- Zelurus nitidiventris (Stål, 1859)
- Zelurus nugax (Breddin, 1903)
- Zelurus obidensis (Costa Lima, 1940)
- Zelurus obscuricornis (Stål, 1859)
- Zelurus obscuripennis (Stål, 1872)
- Zelurus ochrinotatus (Costa Lima, 1940)
- Zelurus ochripennis Stål, 1854
- Zelurus opaciventris (Stål, 1859)
- Zelurus paganus (Bergroth, 1905)
- Zelurus pardalinus (Walker, 1873)
- Zelurus penai Lent & Wygodzinsky, 1955
- Zelurus penidoi (Costa Lima, 1940)
- Zelurus persimilis Lent & Wygodzinsky, 1955
- Zelurus petax (Breddin, 1901)
- Zelurus petrobius Lent & Wygodzinsky, 1951
- Zelurus pintoi (Costa Lima, 1940)
- Zelurus pyrrhomelas (Stål, 1866)
- Zelurus quiquin Lent & Wygodzinsky, 1946
- Zelurus riojanus (Pennington, 1921)
- Zelurus romanai Lent & Wygodzinsky, 1947
- Zelurus rufescens (Stål, 1859)
- Zelurus ruficollis (Stål, 1872)
- Zelurus salyavatoides Lent & Wygodzinsky, 1947
- Zelurus scutellaris (Stål, 1859)
- Zelurus seabrai (Costa Lima & Costa Leite, 1950)
- Zelurus sigillatus (Walker, 1873)
- Zelurus simulans (Stål, 1859)
- Zelurus singularis Lent & Wygodzinsky, 1947
- Zelurus sipolisii (Fallou, 1888)
- Zelurus sordidipennis (Stål, 1859)
- Zelurus sororius (Stål, 1859)
- Zelurus spinidorsis (Gray, 1832)
- Zelurus spitzi Costa Lima, 1940
- Zelurus stali Lent & Wygodzinsky, 1946
- Zelurus stillatipennis (Stål, 1859)
- Zelurus tambejua Grave Ferreira et al., 2016
- Zelurus tenax (Breddin, 1901)
- Zelurus thoracicus (Lepeletier & Serville, 1825)
- Zelurus tibialis (Stål, 1860)
- Zelurus townsendi Lent & Wygodzinsky, 1955
- Zelurus transnominalis Lent & Wygodzinsky, 1879
- Zelurus travassosi (Costa Lima, 1940)
- Zelurus tricolor (Lepeletier & Serville, 1825)
- Zelurus truculentus (Stål, 1860)
- Zelurus umbrifer (Walker, 1873)
- Zelurus variegatus Costa Lima, 1940
- Zelurus venezuelensis Lent & Wygodzinsky, 1955
- Zelurus vorax (Breddin, 1903)
- Zelurus weyrauchi Lent & Wygodzinsky, 1951
- Zelurus yungamanta Lent & Wygodzinsky, 1954
- Zelurus zikani (Costa Lima, 1940)